# Apechthis taiwana
Apechthis taiwana är en stekelart som beskrevs av Tohru Uchida 1928. Apechthis taiwana ingår i släktet Apechthis och familjen brokparasitsteklar. Inga underarter finns listade i Catalogue of Life.